# 불국사역
불국사역(Bulguksa station, 佛國寺驛)은 경상북도 경주시 구정동에 있는 동해선의 철도역이었다. 역사는 한국철도공사 선정 철도기념물로 지정되었다.
역명과 달리 불국사와는 3.5km가량 떨어져 있어서 다른 교통 수단을 이용하여 이동하여야 한다. 이 역에서 불국사까지는 11번 버스를 이용하여 갈 수 있다. 석굴암으로 가려면 불국사에서 12번 버스로 갈아타야 한다.
2021년 12월 28일에는 동해선 복선 전철화가 완료되어 폐역 되었다. 현 역사는 철도기념물로 지정되어 원형 그대로 보존되었다.

## 연혁
- 1919년 1월 14일 : 영업 개시 (대구-불국사 간 협궤선 개통)
- 1936년 12월 : 현 역사 신축 준공 (울산-경주 간 표준궤선 개설)
- 2008년 1월 15일 : 무배치 간이역(위탁판매소)으로 격하
- 2013년 11월 7일 : 부산진 기점 98.7km로 변경[1]
- 2015년 7월 25일 : 보통역으로 승격
- 2016년 4월 29일 : 부산진 기점 98.0km로 변경[2]
- 2021년 8월 26일 : 부산진 기점 97.1km 로 변경[3]
- 2021년 12월 28일 : 폐역